# جاستن روجرز
جاستن روجرز (بالإنجليزية: Justin Rogers)‏ هو لاعب كرة قدم أمريكية أمريكي، ولد في 31 أغسطس 1983 في بنغروف ‏ في الولايات المتحدة.

## وصلات خارجية
- جاستن روجرز على موقع مرجع كرة القدم المحترفة.كوم (الإنجليزية)